# Reality Killed the Video Star
A Reality Killed the Video Star Robbie Williams brit popénekes nyolcadik stúdióalbuma, amely 2009. november 9-én jelent meg az EMI kiadásában az Egyesült Királyságban. Az album producere Trevor Horn volt. A nagylemez a Top 10-ben és a Top 5-ban debütált a slágerlistákon, több mint 23 országban. Megjelenése után különböző kritikákat kapott a zenei újságíróktól. A Reality Killed the Video Star-t többen Williams "visszatérő albumának" tartják, 2006-os albuma, a Rudebox megjelenése óta, nem volt akkora sikere, mint az Intensive Care című nagylemezének, bár néhány kritikustól kedvező kritikát kapott. Az album megjelenése előtt adták ki a vezető kislemezt, a "Bodies"-t, 2009. október 12-én.
A nagylemez az első stúdióalbuma az énekesnek, amely nem lett első a brit album listán, kevesebb mint 1%-kal maradt le a The X Factor brit tehetségkutató műsorban feltűnt JLS brit fiúcsapat debütáló nagylemeze, a JLS mögött.

## Háttérinformáció
A Reality Killed The Video Star című album Williams új stúdióalbuma, amely 3 év kihagyás után jelent meg. Az énekes ez alatt a három év alatt számos producerrel dolgozott együtt, Guy Chambersel, Mark Ronsonnal, és Trevor Hornnal. Végül az énekes bejelentette hivatalos honlapján, hogy az új album producere Trevor Horn lesz és a lemez anyagát Londonban rögzítik.
Annak a híre, hogy az új stúdióalbum Guy Chambers-szel, Williams korábbi producerével közösen fog készülni, 2007 elején röppent fel, azzal együtt, hogy a lemez az EMI égisze alatt fog megjelenni. Laura Critchley brit énekes-dalszövegíró azt nyilatkozta, hogy 3 készülő dalra vokált énekelt fel és úgy tudja, hogy a lemez 2009-ig még nem fog megjelenni.
2009 februárjában bejelentették, hogy Williams egy-két anyagot Chamberssel és Mark Ronsonnal rögzített fel. Az énekes szóvivője, Tim Clark úgy nyilatkozott, hogy az énekes márciustól fogja elkezdeni a felvételeket és az album megjelenése 2009 végére várható.
Williams hivatalos honlapján azt írta, hogy Trevor Horn producerrel dolgozik az albumon és így minősítette lemezét: "Nagyon-nagyot szól az album. Nagyon-nagyon jó." Nem sokkal később bejelentették, hogy az album címe Reality Killed The Video Star lesz a Video Killed the Radio Star című dal után, amelyet Trevor Horn korábbi zenekara, a The Buggles játszott. 2009 júliusában Williams ezt írta hivatalos blogjában az albumról: "Az új lemez egy gyilkos: régi Robbie, új Robbie és egy olyan Robbie, akit még senki se látott...".
Williams így nyilatkozott, hogy mit vár az új nagylemeztől: "Azt szeretném, hogy az emberek mámoros hangulatba kerüljenek, táncoljanak és kapcsolódjanak ki 50 perc erejéig, amíg az albumot hallgatják. Ez egy olyan lemez, amelyre nagyon büszke vagyok, szerintem igazán remek lett! Reményeim szerint ezentúl, ha az embereknek eszébe jutok, a Reality Killed The Video Star című lemezemre gondolnak majd." Beszélt a Trevor Horn producerrel való közös munkáról is: "Ő hozzáadott valamit a lemezhez, ami nem volt meg az eddigi lemezeimen, a zsenialitását".
Az album nagy részét Williams saját otthoni stúdiójában és Londonban rögzítették. A lemez dalszerzői: Danny Spencer, Kelvin Andrews, Brandon Christy, Craig Russo, Richard Spencer, Scott Rudin, Chas Jankel, Guy Chambers és Fil Eisler.
Michael Jackson tragikus halála (2009. június 25-én halt meg) miatt Williams bejelentette, hogy írt és rögzített egy tribute dalt az utolsó pillanatban, amely meg fog jelenni az albumon. A dalt Don Black-el, a James Bond című film zeneszerzőjével közösen írta az énekes. A 2009. október 20-án, a londoni Roundhouse-ban megtartott lemezbemutató koncerten, a BBC Electric Proms koncertjén Williams beszélt erről a dalról, a Morning Sun-ról: "Azt gondoltam ez Michael Jacksonról szól [...] de ez a dal inkább rólam szól." Az album eredetileg a The Protagonist (A bajnok) címet kapta volna, de Williams menedzsmentje szerint ez túlságosan kérkedő lett volna, ezért javasolták az album címének megváltoztatását.

## Zenei stílus
Williams Londonban, egy hivatalos zenei eseményen mutatta be az új albumot, ahol jelen volt Andria Vidler, az EMI angliai és ír részlegének elnöke is. Mark Sutherland, a Billboard Magazin újságírója így jellemezte az albumot: "Az album visszautal Williams zenéjének 2006 utáni hangzására, amely sokkal kísérletezőbb volt - és kereskedelmileg alulteljesített - és ez a Rudebox című album. Williams mind a hét stúdióalbuma eddig No. 1 sikereket hozott az Egyesült Királyságban. [...] Amíg a vezető kislemez, a Bodies jellegzetessége a még kifinomultabb elektronikus hangzás, mint a Rudebox című lemezen, az album nagy része visszatér az élénk kortárs pop világhoz, amelyet az Escapology és az Intensive Care című albumok képviselnek. A Reality Killed The Video Star olyan friss balladákat tartalmaz, mint a Morning Sun és a You Know Me, a bonyolult szójátékú Blasphemy és a 80-as évek stílusát idéző Last Days of Disco. [...] A biztos hangzással bíró énekes kísérletezik néhány kissé pszichedelikus dallal, ilyen a Deceptacon, elektronikus dance stílusú dallal, mint a Starstruck és a Difficult for Weirdos.

## Promóció
- 2009. október 11-én megjelent egy válogatásalbum Songbook címmel a The Mail on Sunday újsággal együtt. A lemez 12 Williams-klasszikus Robbie Williams-dal tartalmaz, élő felvételt a Slane Kastélyban, a London Forumban és Knebworthben adott koncertjeiről, valamint egy 30 perces videóklipet a Reality Killed the Video Star albumról.[23]
- Williams 2009. október 11-én élőben szerepelt a brit The X Factor című tehetségkutató műsorában, ahol a Bodies című kislemezét adta elő.[24]
- Williams a nagylemez néhány dalát bemutatkozásképpen előadta a BBC Electric Proms koncertsorozata keretében a londoni Roundhouse-ban 2009. október 20-án.[25] A koncert Williams első élő előadása volt hosszú szünet után, hiszen az énekes az elmúlt 3 évben nem adott koncertet. Európa 23 országában csupán néhány ezer ember nézhette élőben a koncertet, csaknem 200 moziban Európa-szerte és egy héttel később Ausztráliában és Dél-Afrikában. Magyarországon a szegedi Belvárosi moziban lehetett megnézni a koncertet.[26] A show-ban az énekes zenekari kísérettel adta elő a dalokat, a zenekart Trevor Horn vezényelte,[27] aki az album producere is. A koncert számos brit újságtól kapott kedvező kritikát[28][29] és Williams ismét új Guinness Rekordot állított fel "az egyszerre legtöbb moziban lejátszott élő koncertfelvétel" kategóriában.[30]
- 2009. november 5-én Williamsnek szerepelnie kellett volna az MTV Europe Music Awards 2009 díjkiosztó gálán Berlinben az O2 World Stadionban, de végül nem tudott elmenni a fellépésre.[31][32]
- 2009. november 6-án Williams szerepelt és interjút adott a brit TV Friday Night with Jonathan Ross című műsorában.[33]
- Az album megjelenésének napján, 2009. november 9-én Williams feltűnt a Loose Women című brit talkshowban, vendégszereplőként.[34]
- 2009. november 25-én az énekes egy hangulatos élő műsorban vett részt Sydneyben, ahol az új albumról és régebbi lemezeiről énekelt néhány népszerű számot.[35]
- 2009. november 26-án Ausztráliában az ARIA Music Awards díjátadó gálán előadta a Bodies című dalát. Az eseményt az Acer Arénában tartották.[36]
- 2009. december 8-án Williams koncertet adott kevesebb mint 200 néző előtt a Londoni Radio Theatre-ben.[37]
- 2009. december 9-én Amszterdamban, Melkwegben néhány kiválasztott rajongónak adott koncertet az énekes.[38]
- 2009. december 12-én a The X Factor című tehetségkutató műsorban az egyik szereplővel, Olly Murs-al közösen énekelte el az Angels című nagy sikerű dalát és az új album második kislemezének dalát, a You Know Me-t.[39]
- 2009. december 25-én a brit Top Of The Pops Christmas Special karácsonyi műsorban adta elő a You Know Me című dalát.[40]
- Az énekes mint minden évben, 2009. december 26-án is fellépett az Ant and Dec's Christmas Showban.[41]
- 2009. december 28-a: Channel 4- Music Favourite: Robbie Williams
- 2009. december 31-e: Robbie Williams fellépett a BBC1 Top of The Pops New Year című műsorában

## Kislemezek
- Az album első hivatalosan bejelentett kislemeze a Bodies,[42] amelynek premierje 2009. szeptember 4-én volt a BBC Rádió 1 adásában.[43]
- A You Know Me az album második kislemeze.[44] A single premierje a BBC Rádió 2-n, Ken Bruce műsorában volt.[45]
- Bejelentették, hogy a Morning Sun lesz az album 3. kislemeze, amelyet az EMI fog kiadni. Az Egyesült Királyságban 2010. március 8-án jelenik meg a kislemez, amely a 2010-es "Sport Relief" hivatalos jótékonysági dala lesz.[46]

## Dalok listája
| #   | Cím                                    | Szövegíró                                                                              | Hossz |
| --- | -------------------------------------- | -------------------------------------------------------------------------------------- | ----- |
| 1.  | Morning Sun                            | Robbie Williams, Daniel Spencer, Kelvin Andrews, Richard Scott, Scott Ralph, Don Black | 4:05  |
| 2.  | Bodies                                 | Robbie Williams, Brandon Christy, Craig Russo                                          | 4:04  |
| 3.  | You Know Me                            | Robbie Williams, Daniel Spencer, Kelvin Andrews, Hardy                                 | 4:27  |
| 4.  | Blasphemy                              | Robbie Williams, Guy Chambers                                                          | 4:18  |
| 5.  | Do You Mind?                           | Robbie Williams, Daniel Spencer, Kelvin Andrews, Jankel                                | 4:06  |
| 6.  | Last Days of Disco                     | Robbie Williams, Daniel Spencer, Kelvin Andrews                                        | 4:50  |
| 7.  | Somewhere                              | Spencer, Andrews, Stubbs, Hand, Cadman                                                 | 1:01  |
| 8.  | Deceptacon                             | Robbie Williams, Daniel Spencer, Kelvin Andrews, Scott Ralph                           | 5:01  |
| 9.  | Starstruck                             | Robbie Williams, Daniel Spencer, Kelvin Andrews, Paul Beard                            | 5:21  |
| 10. | Difficult for Weirdos                  | Robbie Williams, Daniel Spencer, Kelvin Andrews                                        | 4:29  |
| 11. | Won't Do That                          | Robbie Williams, Daniel Spencer, Kelvin Andrews, Scott, Ralph                          | 3:38  |
| 12. | Superblind                             | Robbie Williams, Eisler                                                                | 4:46  |
| 13. | Morning Sun (Reprise)                  |                                                                                        | 1:19  |
| 14. | Arizona (iTunes Exclusive bonus track) | Robbie Williams, Daniel Spencer, Kelvin Andrews                                        | 5:38  |

## Közreműködők
Az albumon közreműködik:
- Robbie Williams - vokál
- Luis Jardim - ütős hangszerek
- Isobel Griffiths
- Chris Braide - vezető vokál
- Trevor Horn
- Jamie Muhoberac - billentyűs hangszerek
- Tim Weidner - hangmérnök
- Steve Lipson - gitár
- Stephen Hague
- Skaila Kanga - hárfa
- Pete Murray - akusztikus gitár
- Tracy Ackerman
- Tessa Niles - vokál
- Frank Ricotti - ütőhangszerek
- Earl Harvin - dobok
- Phil Palmer - gitár
- Ash Soan - dob
- Chris Bruce
- Fil Eisler
- Bruce Woolley

## Helyezések
Az Egyesült Királyságban az album több mint 85 000 példányban kelt el megjelenésének első napján, az első héten pedig 238 125 darabot adtak el belőle. 2010. márciusában az album multi-platina minősítést kapott az Egyesült Királyságban, mivel márciusig az eladott példányszám csaknem elérte az 1 milliót az énekes honlapja szerint.
| Slágerlista (2009)                       | Legmagasabb helyezés |
| ---------------------------------------- | -------------------- |
| Ausztrália album listája                 | 1                    |
| Ausztria album listája                   | 1                    |
| Európa Top 100 Albuma                    | 1                    |
| Hollandia album listája                  | 1                    |
| Horvátország album listája               | 1                    |
| Németország album listája                | 1                    |
| Svájc album listája                      | 1                    |
| Egyesült Királyság album listája         | 2                    |
| Belgium (vallon) album listája           | 2                    |
| Csehország album listája                 | 2                    |
| Franciaország album listája              | 2                    |
| Olaszország album listája                | 2                    |
| Svédország album listája                 | 2                    |
| Belgium (flamand) album listája          | 3                    |
| Dánia album listája                      | 3                    |
| Finnország album listája                 | 3                    |
| Írország album listája                   | 6                    |
| Norvégia album listája                   | 6                    |
| Mexikó album listája                     | 6                    |
| Portugália album listája                 | 7                    |
| Spanyolország album listája              | 7                    |
| Új-Zéland album listája                  | 7                    |
| Magyarország MAHASZ Top 40 album listája | 7                    |
| Lengyelország album listája              | 12                   |
| Kanada album listája                     | 57                   |
| USA Billboard Top 200 album listája      | 160                  |

| Év végi slágerlista (2009)       | Helyezés |
| -------------------------------- | -------- |
| Ausztrália album listája         | 31       |
| Ausztria album listája           | 19       |
| Belgium (flamand) album lista    | 90       |
| Belgium (vallon) album lista     | 77       |
| Hollandia album listája          | 28       |
| Franciaország album listája      | 46       |
| Svájc album listája              | 10       |
| Egyesült Királyság album listája | 10       |

### Minősítések és eladások
| Ország             | Slágerlista       | Minősítés        | Eladás     |
| ------------------ | ----------------- | ---------------- | ---------- |
| Egyesült Királyság | BPI               | multi-platina    | 1,000,000+ |
| Németország        | IFPI              | 2 x platinalemez | 400,000+   |
| Franciaország      | SNEP              | platina          | 100,000+   |
| Olaszország        | FIMI              | platina          | 85,000+    |
| Ausztrália         | ARIA              | platina          | 70,000+    |
| Mexikó             | AMPROFON          | aranylemez       | 50,000+    |
| Argentína          | CAPIF             | aranylemez       | 20,000+    |
| Ausztria           | IFPI              | platinalemez     | 20,000+    |
| Svédország         | Sverigetopplistan | aranylemez       | 20,000+    |
| Belgium            | IFPI              | aranylemez       | 15,000+    |
| Dánia              | IFPI              | aranylemez       | 15,000+    |
| Finnország         | IFPI              | aranylemez       | 14,000+    |
| Lengyelország      | ZPAV              | aranylemez       | 10,000+    |
| Új-Zéland          | RIANZ             | aranylemez       | 7,500+     |
| Magyarország       | MAHASZ            | aranylemez       | 3,000+     |

## Megjelenések
- A Reality Killed the Video Star három különböző formátumban lesz elérhető: standard 13-dalos CD formátumban, 'deluxe edition' formátumban és digitális letöltéssel. A 'deluxe edition' egy 19 perces dokumentumfilmet is tartalmaz.[98]

| Ország                     | Megjelenés dátuma  | Kiadó           | Formátum                       |
| -------------------------- | ------------------ | --------------- | ------------------------------ |
| Németország                | 2009. november 6.  | EMI             | CD, digitális letöltés         |
| Ausztrália                 | 2009. november 6.  | EMI             | CD, digitális letöltés         |
| Ausztria                   | 2009. november 6.  | EMI             | CD, digitális letöltés         |
| Svájc                      | 2009. november 6.  | EMI             | CD, digitális letöltés         |
| Mexikó                     | 2009. november 6.  | EMI             | CD, digitális letöltés, CD+DVD |
| Egyesült Királyság         | 2009. november 9.  | Virgin Records  | CD, digitális letöltés, CD+DVD |
| Franciaország              | 2009. november 9.  |                 | CD, digitális letöltés, CD+DVD |
| Magyarország               | 2009. november 9.  | EMI             |                                |
| Spanyolország              | 2009. november 10. | EMI             | CD, digitális letöltés         |
| Kanada                     | 2009. november 10. | EMI             | CD, digitális letöltés         |
| Amerikai Egyesült Államok, | 2009. november 17. | Capitol Records | CD, digitális letöltés         |
| Japán                      | 2009. november 18. | EMI             | CD, digitális letöltés         |
| Brazília                   | 2009. november 24. | EMI             | CD                             |